# Newburgh Heights
Newburgh Heights è un villaggio degli Stati Uniti d'America, situato nello stato dell'Ohio, nella contea di Cuyahoga.